# Facundo Roncaglia
Facundo Roncaglia (10 de febrer de 1987, Chajarí, Entre Ríos) és un futbolista argentí. La seva posició dins del rectangle de joc és de defensa, jugant tant de central com de lateral dret.

## Carrera
Va iniciar la seva trajectòria al club de la seva ciutat Ferrocarril, del que va ser traspassat al Club Atlético Boca Juniors de la primera divisió argentina.
L'estiu del 2009 fou cedit al RCD Espanyol, club que es reservà una opció de compra a final de temporada, malgrat que no la va exercir.
En el mercat d'hivern de la temporada 2018-2019 va arribar cedit al València CF fins a final de temporada, sense opció de compra.

## Palmarès
Boca Juniors
- 1 Recopa Sud-americana: 2007-08.
- 2 Campionats argentins: 2008, 2011.
- 1 Copa Argentina: 2011-12.

Estudiantes de la Plata
- 1 Campionat argentí: 2010.

València CF
- 1 Copa del Rei: 2018-19.